# My Soul for His Glory
My Soul for His Glory ist das dritte Studioalbum der Band Behexen. Es erschien 2008 bei Moribund Records und Hammer of Hate.

## Entstehung
Am 6. Juni 2007 kündigte Behexen ein neues Album an, das im Herbst oder Winter 2007 bei Hammer of Hate erscheinen solle. Die Musik wurde in den Fantom Dungeons aufgenommen, der Gesang 2007 in Gewölben des Black Temple.
Am 2. Januar 2008 verkündete die Band, das Material für das Album aufgenommen und fertiggestellt zu haben, und lud den Titel Born in the Serpent of the Abyss hoch. Das Album erschien am 25. Februar 2008 als CD und Digipak. 2009 wurde die anstehende Veröffentlichung auf Vinyl angekündigt.

## Titelliste
Alle Texte von Hoath Torog, Musik von Behexen und Horns.
1. Let the Horror and Chaos Come – 6:40
2. Born in the Serpent of the Abyss – 4:37
3. Demonic Fleshtemple – 4:46
4. 6.6.6. – 3:17
5. Cathedral of the Ultimate Void – 5:02
6. My Soul for His Glory – 5:52
7. And All Believers Shall Be Damned – 3:15
8. My Stigmas Bleeding Black – 5:18

## Musikstil und Texte
Laut PK von Pavillon 666 erinnert das Album an Watain „nicht sonderlich in Form zu komponieren“. Bastian von Metal.de schreibt, die Band verwurste „altbackenen Thrash und bedient sich aus dem Second-Hand-Laden für Black-Metal-Riffs (v.a. bei ‚Born In The Serpent Of The Abyss‘ welches einen deutlichen Einschlag von MAYHEM á la ‚Freezing Moon‘ hat). Im groben Überblick ist das Album eine ziemliche Rumpelkiste mit abwechselnder Raserei und gepflegtem Midtempo.“. Auch laut Paul „Sargon the Terrible“ Batteiger von The Metal Crypt ist die Band niemals innovativ, kein Pionier gewesen, spiele aber guten, soliden Black Metal der alten Schule und sei eine der rauhesten finnischen Black-Metal-Bands. Neben den „erwarteten wilden Riffs“ biete Behexen langsamere, melodischere Stücke. Besonders 666 und Cathedral of the Ultimate Void seien mit ihren Wechseln zwischen langsameren und schnelleren sowie melodischeren Passagen dynamischer. PMH von Stormbringer schreibt zum ersten Lied: Let the Horror and Chaos Come: „so war das auch mal in der guten alten Zeit. Wo Darkthrone noch räudig wie Sau durch die Botanik polterten und maskierte Finsterlinge den Kommerzteufel (Nuclear Blast) verdammten.“ Die Band schere sich „um Trends, gute Produktion oder herausragende musikalische Fähigkeiten einen Dreck“. Auf dem Album hätten auch die Gitarrenspuren von Emperors Debüt In the Nightside Eclipse Einzug gehalten.
Auch Jeremy Swist von The Metal Observer zieht Parallelen zu Watain, die Produktion ähnele der von Casus Luciferi und Deathspell Omegas Si monvmentvm reqvires, circvmspice. In den meisten Liedern wechseln sich schnelle Passagen und solche in mittlerem Tempo ab, wofür Swist als Beispiel Born in the Serpent of the Abyss nennt. Der Bass spielt eine den Gitarren beinahe ebenbürtige Rolle mit oft eigenen Harmonien. Laut Andreas Stappert vom deutschen Magazin Rock Hard sei My Soul for His Glory Album „aufgrund der kompromisslosen Gangart und der Integration klassischer Metal-Strickmuster am ehesten mit den Schweden Bewitched zu vergleichen“. Die Musik beschrieb er als „[s]tampfend und grollend“ und „im Gegensatz zu vielen Konkurrenten von der ersten bis zur letzten Sekunde mächtig finster“. Die Band, so Björn Backes von Powermetal.de, lasse sich „sich keineswegs von gängigen Schemen leiten […]; Progression wäre diesbezüglich der falsche Begriff, doch setzt die Band mehr denn je auf Abwechslung, spürbar in Nummern wie dem doomigen ‚Cathedral Of The Ultimate Void‘ oder im getragenen ‚Born In The Serpent Of The Abyss‘, die trotz ihrer eher verhaltenen Aggression perfekt ins homogene Raster von ‚My Soul For His Glory‘ hineinpassen“. Emily „buickmckane“ H. von Metal Underground hört in Lead- und Rhythmusgitarre leichte Anklänge an klassischen Heavy Metal, zu dem das eher am Rock orientierte Schlagzeugspiel (Große und Kleine Trommel alternierend), im Gegensatz zu für Black Metal typischer Doublebass, passe. Der Gesang teile diese Qualitäten nicht, Torog klinge wie in einer Höhle und sei mitunter schwer herauszuhören. 6.6.6. als „Quasi-Blues-Lied“ steche heraus. Im OccultBlackMetalZine wird dem Schlagzeugspiel eine Spannweite von langsam über Mitteltempo bis schnell mit gelegentlich „einer guten Menge Blastbeats“ attestiert. Ebenfalls in diesen drei Tempi werden auf der Rhythmusgitarre „sehr dunkel, roh und primitiv“ klingende Riffs gespielt, gelegentliche Leads seien „sehr finster und melodisch“. Der Gesang reicht von Screams über gelegentliche Growls bis zu gregorianischen Gesängen.
Hammer of Hate beschreibt die Band als für ihre Hingabe an Satan und dessen Preisung bekannt. Die Rituale auf dem damals aktuellen Album My Soul for His Glory spiegelten nicht nur gewalttätige Blasphemie, sondern auch mystische spirituelle Harmonien und die Opferung der Seele für Satans Glorie. Laut der Informationsbeilage zu Promo-Versionen des Albums „wagt“ Behexen sich lyrisch „von primitiver Teufelsanbetung zur okkulten Obskurität“, worauf PMH schrieb: „Ein Blick aufs Cover & den Albumtitel, wieder zurück zum Infoblatt. Fragezeichen auf der Stirn? Ja, ich auch…“

## Rezeption
PK schrieb, Behexen existiere zwar seit 1994, sei aber immer im Schatten anderer finnischer Bands wie Horna und Impaled Nazarene geblieben. Daran werde wohl auch dieses Album nichts ändern. Es sei „nicht schlecht, aber auch nicht wirklich interessant“, und würde nur von den truesten, in Ermitage lebenden Black-Metal-Satanisten geschätzt. Andere würden mangels Originalität und Persönlichkeit schnell das Interesse verlieren. Sargon the Terrible besorgte sich das Album, nachdem er den Vorgänger By the Blessing of Satan gemocht hatte, trotz negativer Rezensionen. Beim ersten Hören habe er My Soul for His Glory ziemlich generisch gefunden, nach wiederholtem Hören aber schrieb er, wenn es einen Fehler habe, dann den, nicht großartig, sondern nur gut zu sein.
Laut PMH ist die Band „authentisch, ehrlich und räudig genug um die Oldschool-Fraktion zu einem verzückten ‚Hell Yeah‘ hinzureissen. Black Metal ist Krieg? Dann stehen Behexen mittlerweile in der ersten Reihe.“ Die Übernahme von Emperor-Gitarrenspuren sei Behexen „nicht zur Last zu legen. Erst diese nahezu schwebenden Klänge – die sich wie ein Schatten über der oft unnachgiebigen Raserei legen – halten das neue Machwerk über dem Durchschnitt und weit darüber hinaus.“ Es tue „gut, all diesen Dreck der sich heute Blackmetal nennt, mal aus den Ohren gespült zu bekommen“. Er gebe eine „Kaufempfehlung für den Blackmetaller von Welt. Ich sagte BLACK METAL, nicht Cradle of Borgir!!!!“ Auch das OccultBlackMetalZine empfahl Anhängern des Genres den Kauf. Für Backes ist Behexen „möglicherweise Finnlands derzeit beste Black-Metal-Band, ohne sich dessen in irgendeiner Weise bewusst zu sein. Zu sporadisch ihr Release-Rhythmus, zu rar ihr Erscheinen in dieser jüngst wieder aufstrebenden Szene.“ Für buickmckane klang der Titel des Albums wie etwas, das Leonidas I. (von ihr durchgehend „Leonitus“ geschrieben) über Xerxes I. sagte. In Anlehnung an den auf der Schlacht bei den Thermopylen basierenden Film 300 schrieb sie, Behexen habe ein Album erschaffen, das einem den Wunsch verleihe, jemanden in eine Grube zu treten. Tiefpunkte habe sie keine festgestellt, jedes Album von Behexen sei ein Meisterwerk. Swist rechnet My Soul for His Glory neben Emperors Anthems to the Welkin at Dusk zu den wenigen Alben, auf dem jedes einzelne Lied zu seinen Favoriten zähle. Das Album sei „eine frische Mischung aus dem besten, was Black Metal zu bieten hat. Dreckiges Riffing und Blasts dienen nur als notwendiger Füller, um den Großteil des Albums noch mehr zu versüßen.“ Das Album könne, wie zuvor Aboryms Generator und Deathspell Omegas Fas – ite, maledicti, in ignem aeternum sein Album des Jahres werden. Stappert schrieb im Rock Hard, die Behauptung auf dem Beipackzettel, Behexen sei „Finnlands beste Black-Metal-Horde“, sei „an dieser Stelle einmal hüstelnd zur Kenntnis genommen. Unbestritten“ sei jedoch, dass My Soul for His Glory „ein durchweg guter Genrebeitrag geworden ist“. Das Album sollte „speziell Leuten zusagen, die den Begriff Black Metal immer noch in erster Linie mit Namen wie Bathory und Venom verbinden, gleichzeitig aber auch etwas mit frühen Mayhem anfangen können“. 2009 nahm das Magazin die Veröffentlichung in die Liste der „250 Black-Metal-Alben, die man kennen sollte“ auf. O.T. von der kanadischen Band Akitsa zählt My Soul for His Glory zu seinen Lieblingsalben.
Bastian von Metal.de hingegen bezeichnete Behexen als „eine mehr als entbehrliche Band“, nach dem Hören des Albums bleibe „eine ziemliche Ernüchterung“. „Fehlende Originalität und das Breittreten von zweitklassigen Klischees“ werde nichtmal „in ein möglichst stimmiges Werk“ verpackt. Das Album beschrieb er als „Rumpelkiste“, in der sich „neben wenigen guten Ideen leider auch ziemlich viel Mist“ befinde. Dark Emperor vom Infernal Masquerade Webzine bezeichnete das Warten seit der letzten Behexen-Veröffentlichung als ein vergebliches. My Soul for His Glory sei „eine ziemlich solide Veröffentlichung für eine Band von Behexens Kaliber“ und klinge reifer als vorigen beiden Veröffentlichungen, es fehle aber ein sehr wichtiges Merkmal: der auf diesen noch zu hörende „Zittern erregende Gesang“.